# Arequipa Metropolitana
Arequipa Metropolitana es un área metropolitana peruana que tiene como cabeza a la ciudad de Arequipa ubicada en el sur del país y está conformada por 21 distritos conurbados quienes se extienden sobre una superficie de 502,46 km². 
La conformación y regulación del Área Metropolitana de Arequipa (AMA) es responsabilidad del Instituto Municipal de Planeamiento (IMPLA). Este organismo gestiona el planeamiento territorial de la provincia, supervisa la planificación urbana provincial y se encarga del acondicionamiento territorial. El Plan de Desarrollo Metropolitano establece los lineamientos y la reglamentación para el AMA. Vigente desde 2016, este plan guía el desarrollo de la zona metropolitana hasta el 2025. Las municipalidades dentro del AMA deben adherirse a este reglamento en áreas de desarrollo urbano, protección patrimonial y conservación de zonas no urbanizables.

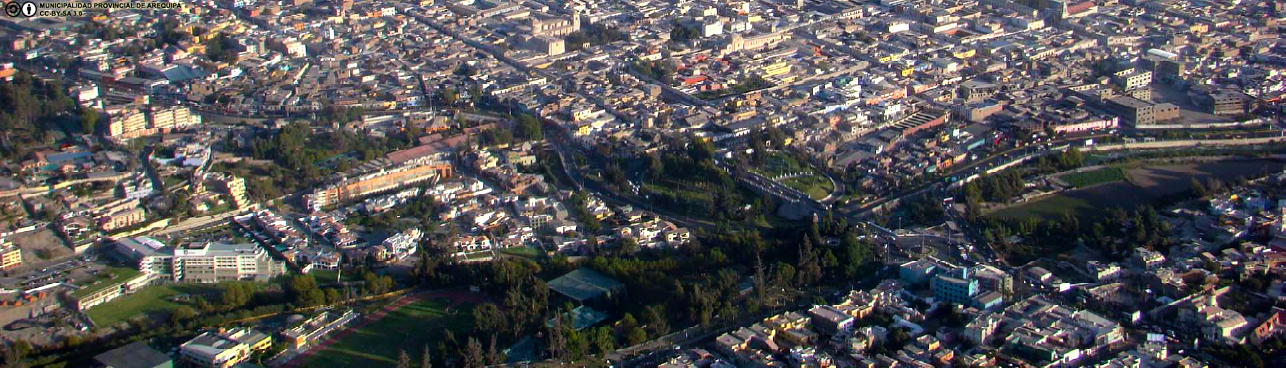
Vista área del límite entre el Centro Histórico de Arequipa y la Zona Monumental de Yanahuara.

## Límites y Extensión
Durante el periodo 2016-2025, el AMA cubre una superficie de 50 246 ha, dividida entre un área urbana de 37 107 ha y un área de expansión urbana de reserva de 3818 ha.
La delimitación del AMA se define de la siguiente manera:
- Por el norte: la andenería de Yura, la Casona frente a la Planta La Escocesa y Pozo Fierro Viejo, campiña de Yura, una línea poligonal paralela a 150 m. del km. 62 de la carretera que sale de Arequipa, siguiendo por una línea poligonal que sigue la cota 2800 hasta llegar al río Chili pasando en línea recta por el mismo hasta encontrar nuevamente la cota 2800 en el distrito de Selva Alegre, siguiendo por el valle de Chiguata y el pueblo tradicional de Chiguata.[4]
- Por el sur: la delimitación del límite se da siguiendo por la quebrada natural que pasa por el puente de la obra de Agua Potable de la Joya, siguiendo por la quebrada y pasando por la cumbrera de los cerros ubicados al sur del centro poblado de Congata, Cerro Huairondo de Tiabaya, la Cruz La Rinconada de Tiabaya, pasando por el centro poblado de Yarabamba y el pueblo de Sogay.[4]
- Por el este: pasando por el centro poblado de Chiguata, siguiendo el río Socabaya, pasando las cumbreras de los cerros aledaños al centro poblado de Sabandía, Characato, Mollebaya, Quequeña, y Sogay.[4]
- Por el oeste: pasando por la Campiña de Yura, rodeando la fábrica de cemento Yura, siguiendo el trazo de una quebrada muy pronunciada y pasando por la cumbrera de los cerros aledaños hasta llegar a la vertiente del río Chili.[4]

## Historia
En un principio el distrito de Yanahuara fue declarado como villa el 8 de noviembre de 1870, junto con el distrito de Tiabaya es uno de los distritos más antiguos creados legalmente en Arequipa Entre los años 1984 y 2020, la ciudad de Arequipa ha ampliado su zona urbana en 208 km2 (de 67.8 km2 a 275.8 km2), con reducción de las áreas verdes, especialmente en los distritos del cono norte.

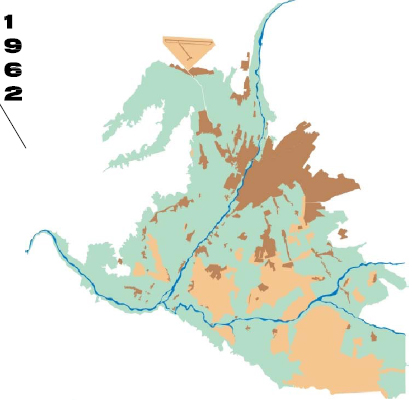
Expansión urbana de Arequipa en 1962
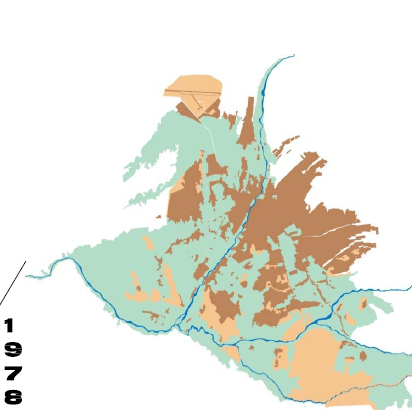
Expansión urbana de Arequipa en 1978
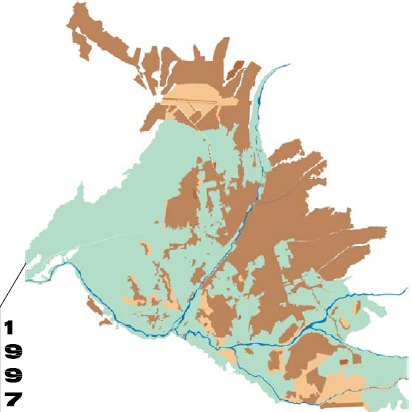
Expansión urbana de Arequipa en 1997

## Distritos metropolitanos
El AMA integra veintiún distritos conurbados. Diecinueve de ellos poseen categoría metropolitana, excluyendo a los distritos de Yarabamba y Chiguata. El área urbana está formada por la integridad espacial de los distritos de Arequipa, José Luis Bustamante y Rivero, Sachaca y Yanahuara y por las áreas urbanas conurbadas o semiconurbadas de los distritos de Alto Selva Alegre, Cayma, Characato, Chiguata, Cerro Colorado, Jacobo Hunter Mariano Melgar, Miraflores, Mollebaya, Paucarpata, Quequeña, Sabandía, Socabaya, Tiabaya, Uchumayo y Yarabamba.

## Demografía
De acuerdo al Plan de Desarrollo Metropolitano de Arequipa la cuantificación y cualificación de su población se encuentra distribuida en los siguientes distritos metropolitanos:
| Ámbito             | Zona urbana    | Distrito                      | Porcentaje del total (2023) | Población estimada (2023) |
| ------------------ | -------------- | ----------------------------- | --------------------------- | ------------------------- |
| Zona metropolitana | Ciudad         | Arequipa                      | 4.6%                        | 54 362                    |
| Zona metropolitana | Ciudad         | Alto Selva Alegre             | 7.8%                        | 93 292                    |
| Zona metropolitana | Ciudad         | Cayma                         | 9.3%                        | 110 831                   |
| Zona metropolitana | Ciudad         | Cerro Colorado                | 20.8%                       | 247 274                   |
| Zona metropolitana | Ciudad         | Jacobo Hunter                 | 4.6%                        | 54 315                    |
| Zona metropolitana | Ciudad         | José Luis Bustamante y Rivero | 7.1%                        | 84 303                    |
| Zona metropolitana | Ciudad         | Mariano Melgar                | 5.7%                        | 68 105                    |
| Zona metropolitana | Ciudad         | Miraflores                    | 5.7%                        | 67 508                    |
| Zona metropolitana | Ciudad         | Paucarpata                    | 11.6%                       | 138 046                   |
| Zona metropolitana | Ciudad         | Sabandia                      | 0.4%                        | 4837                      |
| Zona metropolitana | Ciudad         | Sachaca                       | 2.5%                        | 30 126                    |
| Zona metropolitana | Ciudad         | Socabaya                      | 7.4%                        | 87 750                    |
| Zona metropolitana | Ciudad         | Tiabaya                       | 1.5%                        | 17 709                    |
| Zona metropolitana | Ciudad         | Yanahuara                     | 2.3%                        | 27 353                    |
| Zona metropolitana | Zona conurbada | Characato                     | 1.5%                        | 18 423                    |
| Zona metropolitana | Zona conurbada | Chiguata                      | 0.3%                        | 3279                      |
| Zona metropolitana | Zona conurbada | Mollebaya                     | 0.7%                        | 8090                      |
| Zona metropolitana | Zona conurbada | Polobaya                      | 0.1%                        | 722                       |
| Zona metropolitana | Zona conurbada | Quequeña                      | 0.7%                        | 8013                      |
| Zona metropolitana | Zona conurbada | Uchumayo                      | 1.5%                        | 17 981                    |
| Zona metropolitana | Zona conurbada | Yarabamba                     | 0.1%                        | 1691                      |
| Zona metropolitana | Zona conurbada | Yura                          | 3.9%                        | 46 837                    |
| TOTAL              | TOTAL          | TOTAL                         | TOTAL                       | 1 190 847                 |

## Galería

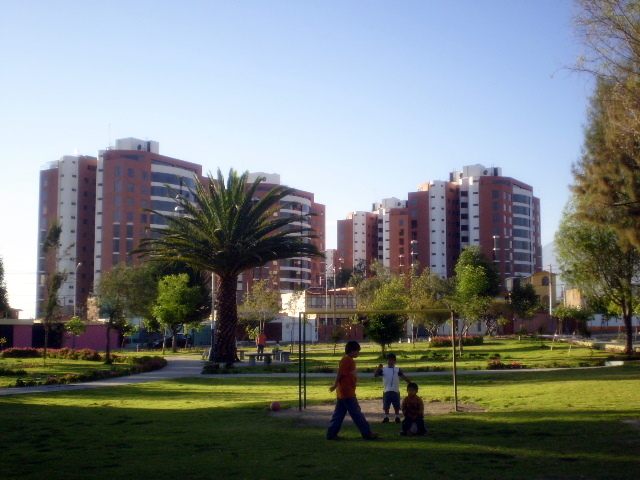
José Luis Bustamante y Rivero
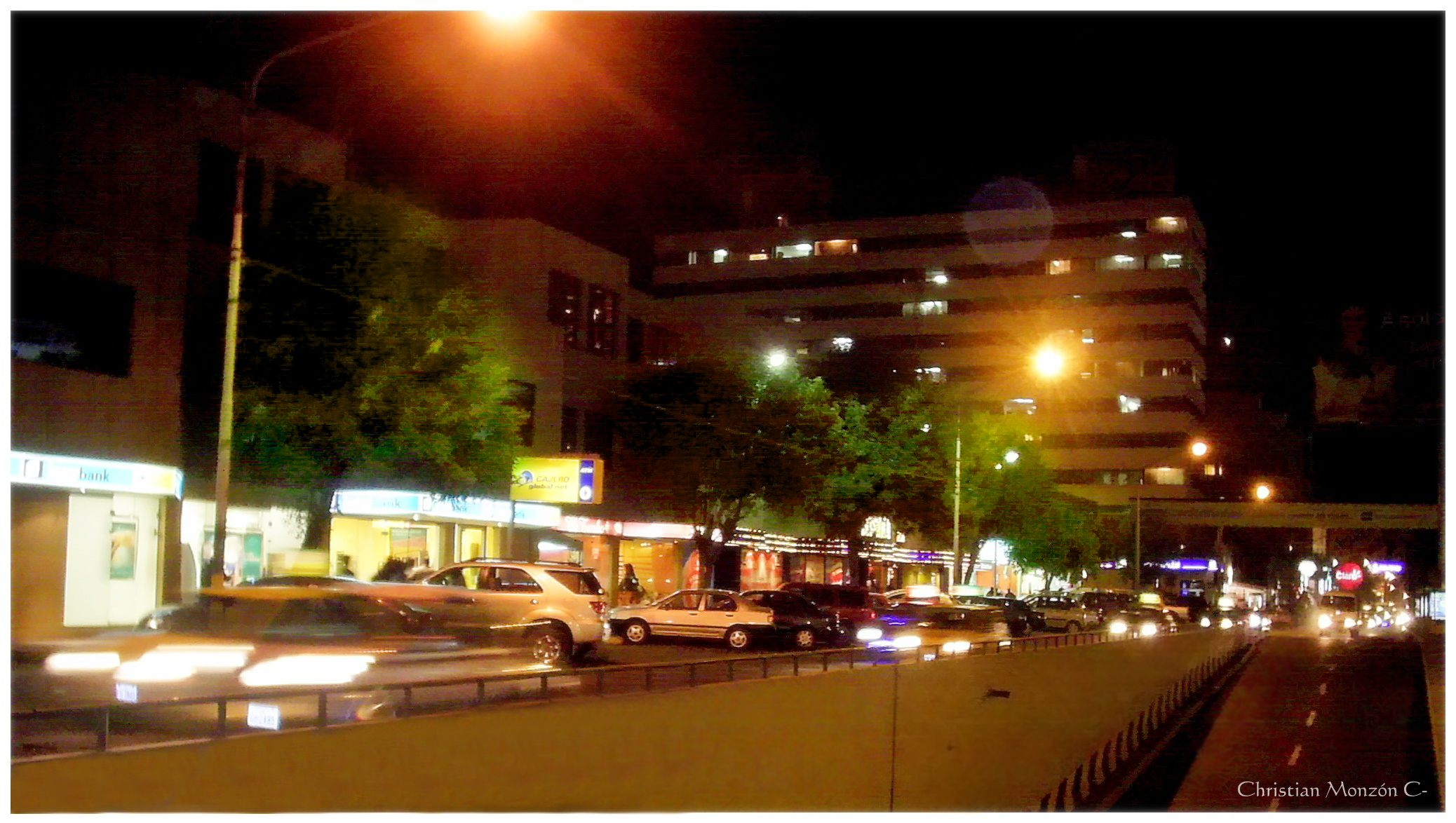
Cayma
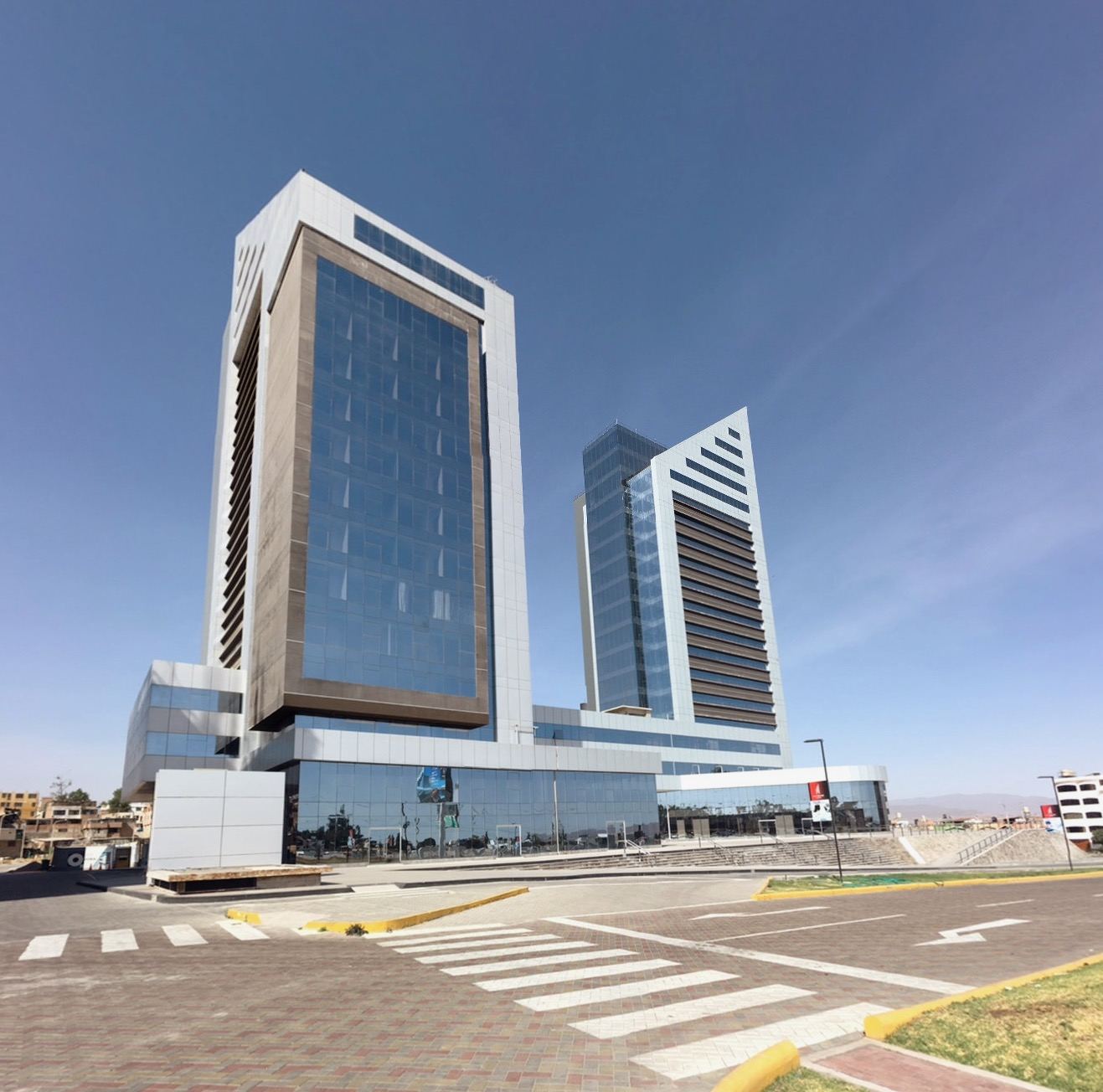
Cerro Colorado
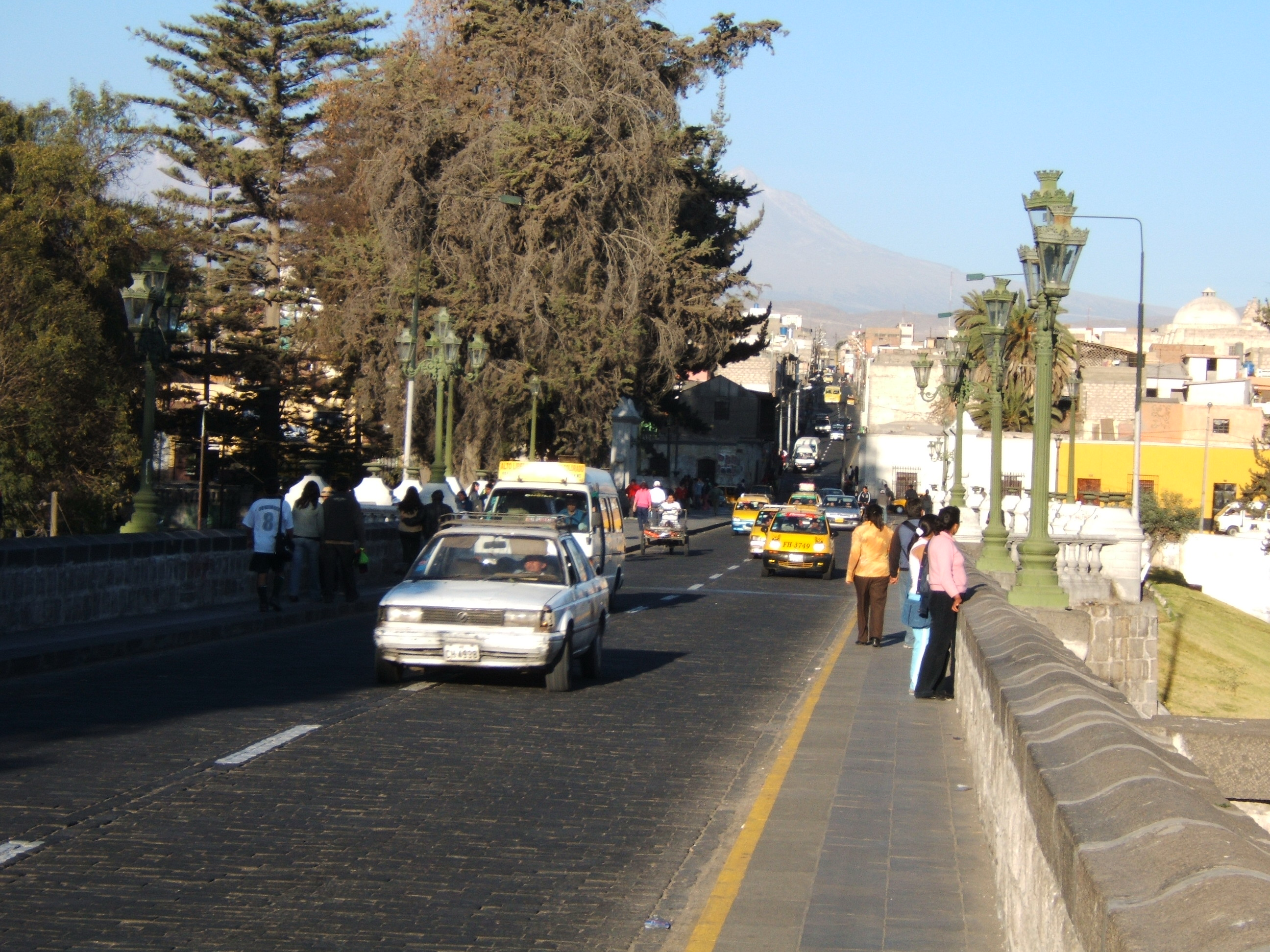
Cercado de Arequipa
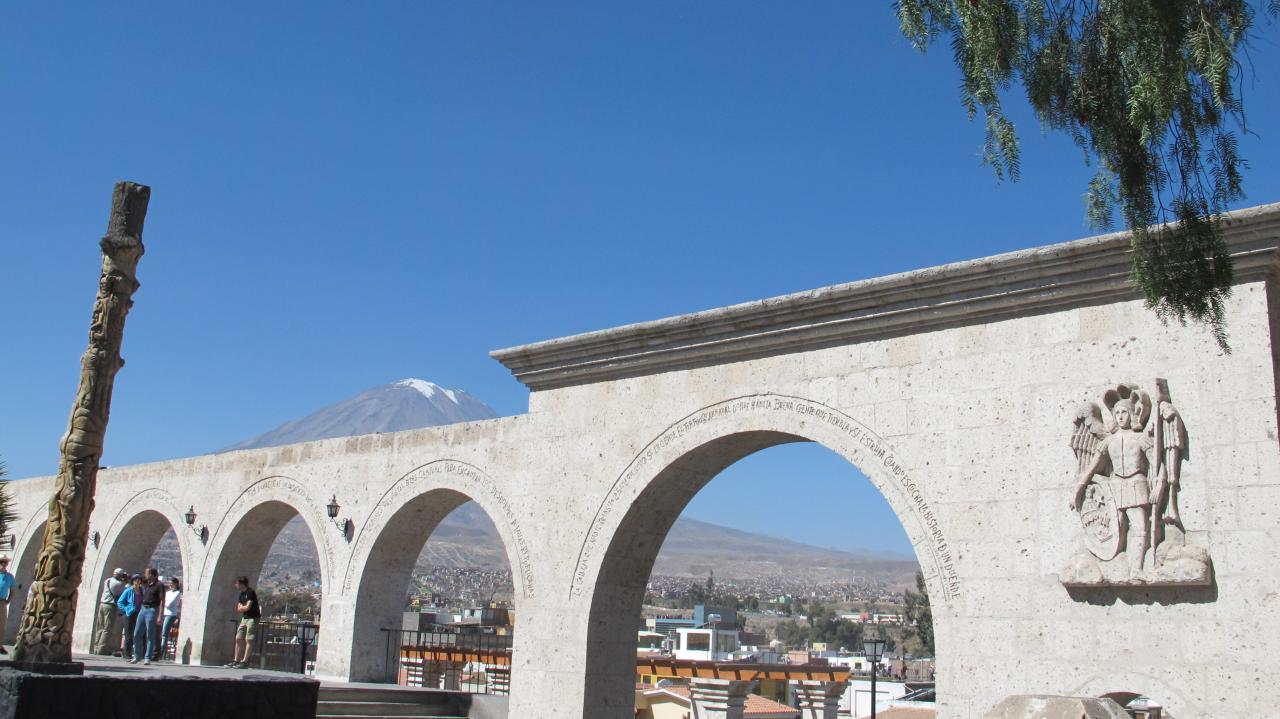
Yanahuara
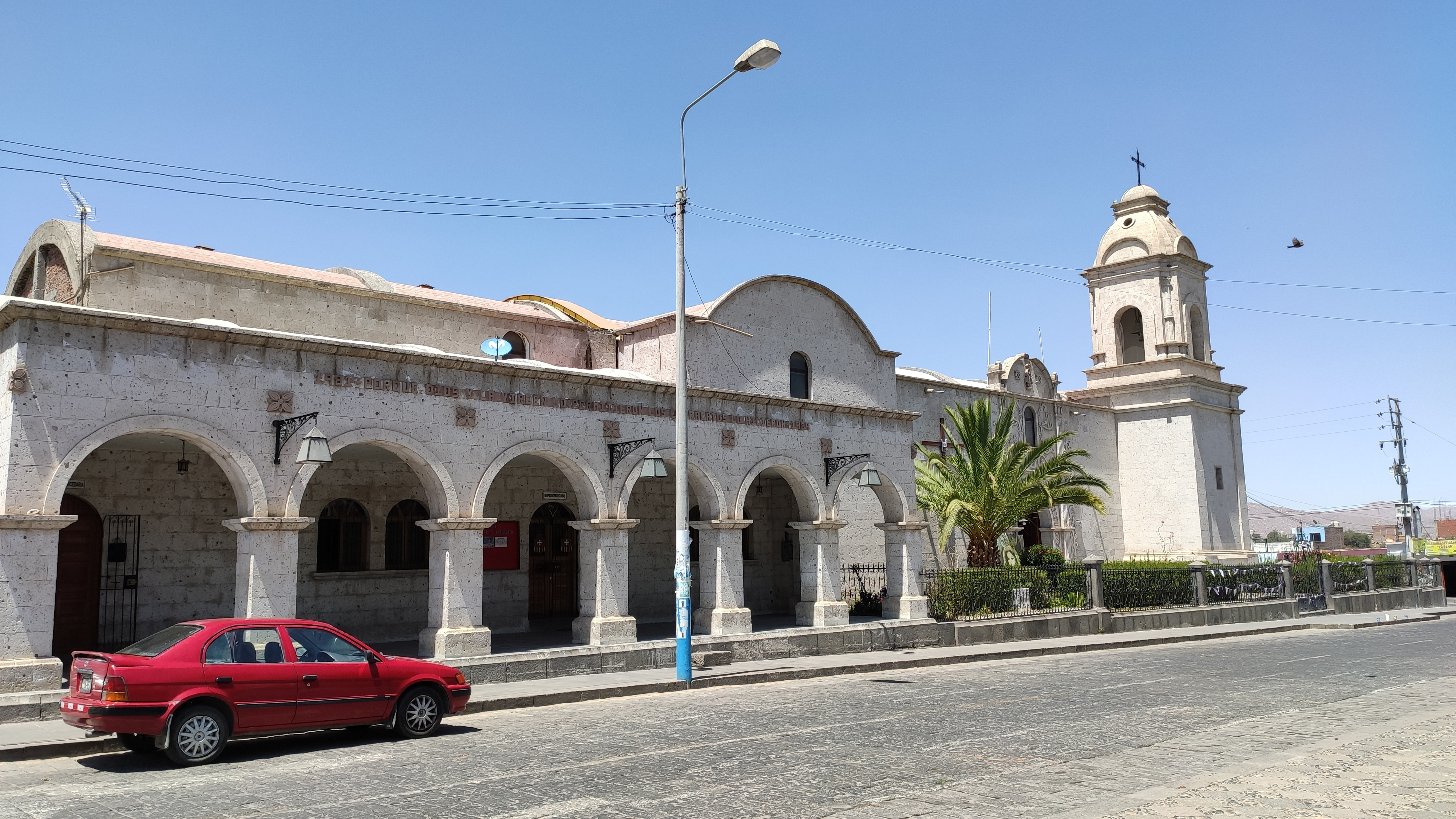
Characato
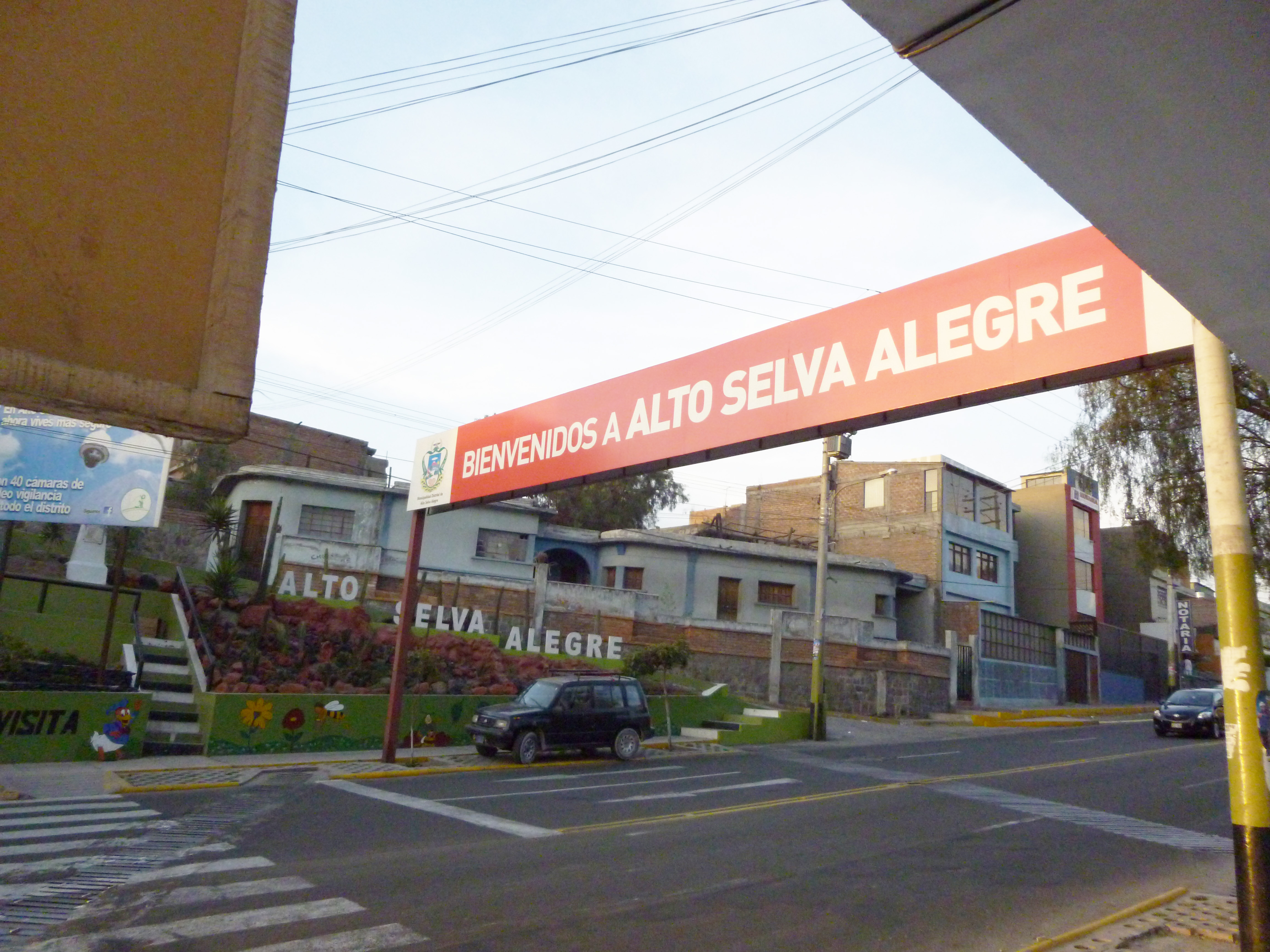
Alto Selva Alegre
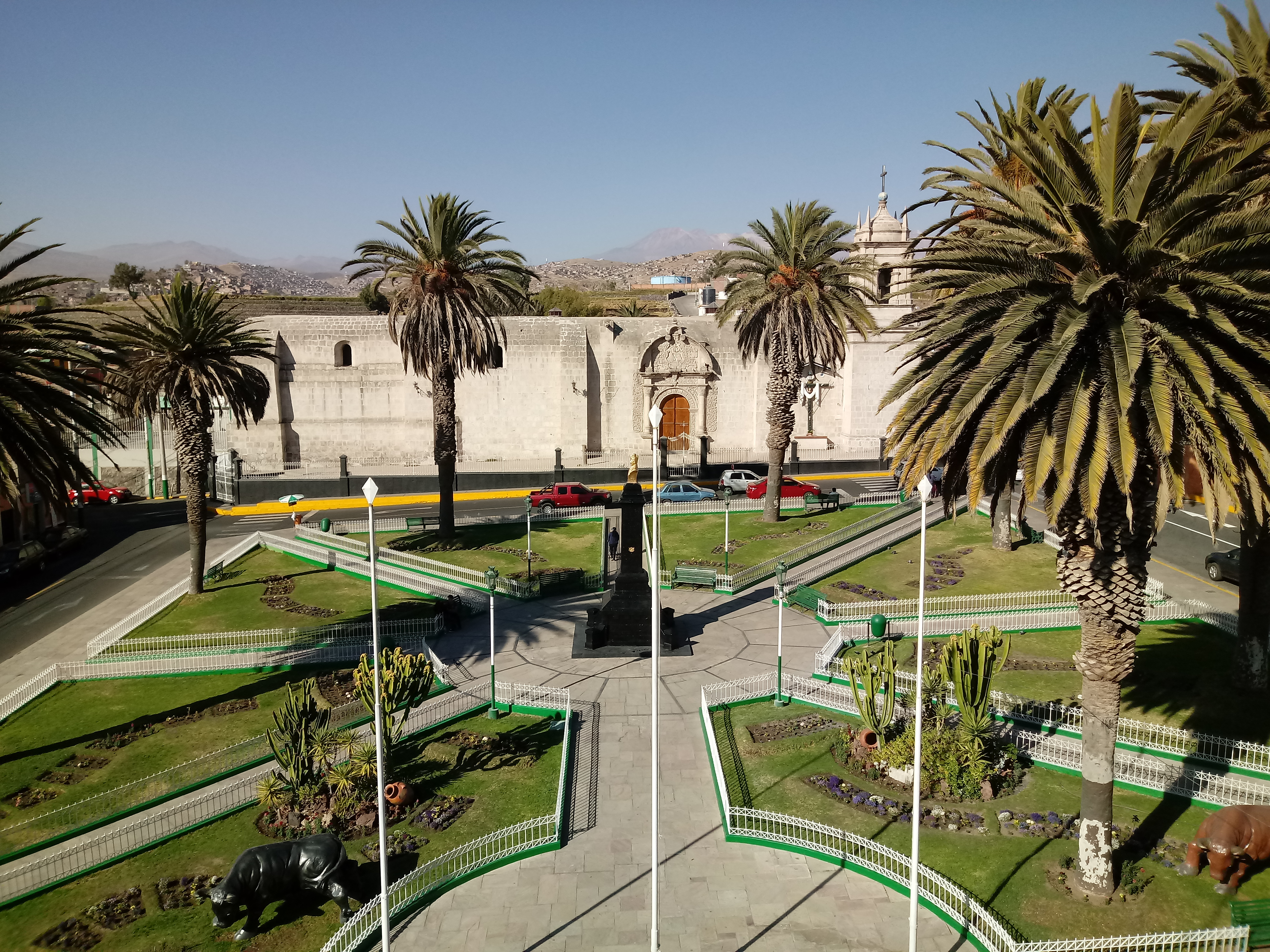
Paucarpata
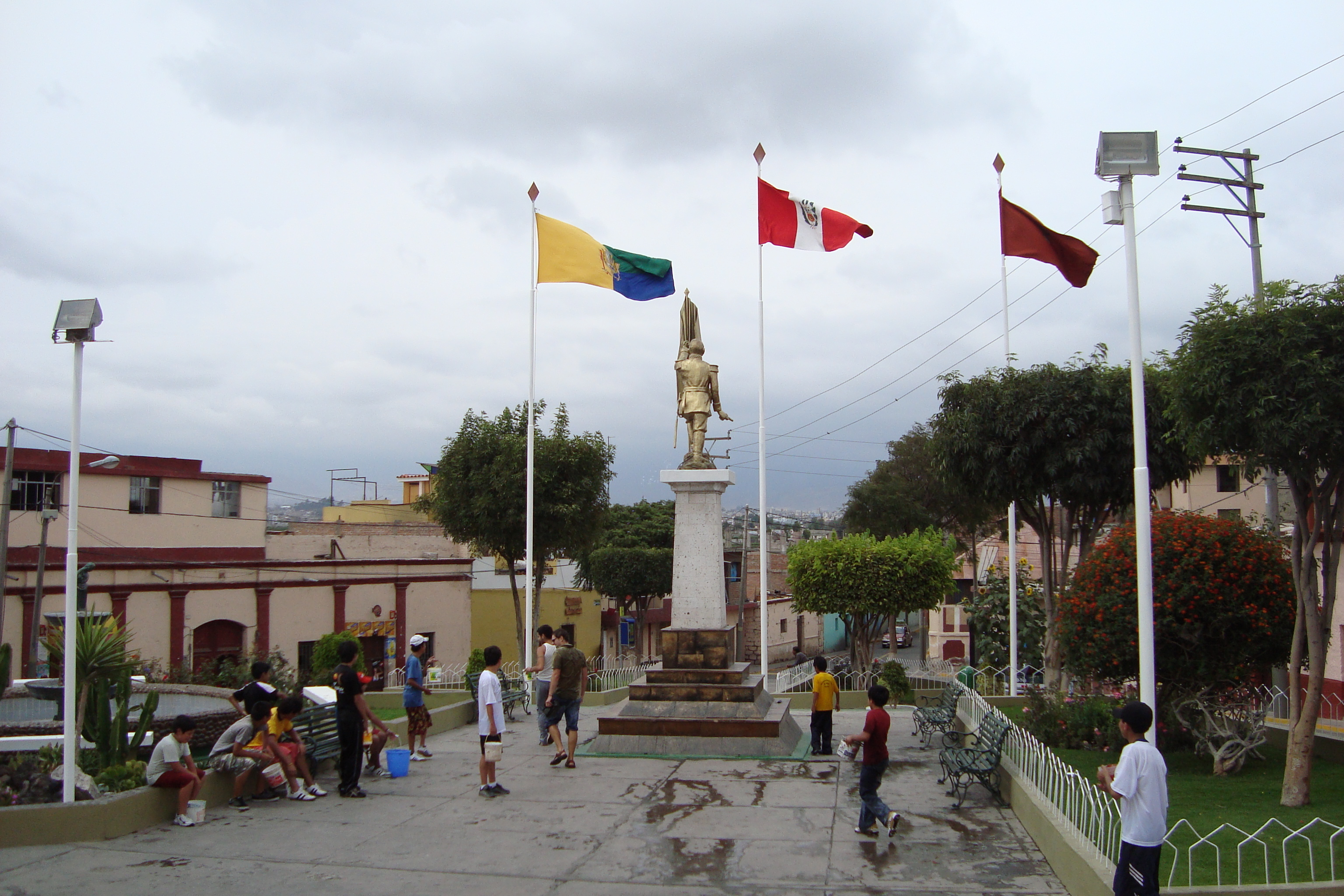
Sachaca

## Mensaje
1. ↑  Instituto Municipal de Planeamiento (IMPLA), 2016a, p. 2 (O2016961)
2. 1 2  IMPLA, 2016b, p. 3 (Título preliminar)
3. ↑  IMPLA, 2016b, p. 1 (Ámbito y clasificación general del suelo)
4. 1 2 3 4 5  Instituto Municipal de Planeamiento (IMPLA), 2016b, p. 2 (Ámbito y clasificación general del suelo)
5. ↑  «Yanahuara y su historia». Consultado el 12 de marzo de 2024.
6. ↑  GR ARQUITECTOS - MUNICIPALIDAD DE AREQUIPA. «PLAN DE DESARROLLO METROPOLITANO DE AREQUIPA (página 34)». Archivado desde el original el 10 de enero de 2022. Consultado el 6 de octubre de 2012.
7. ↑  «Directorio Nacional de Centros Poblados - Censos Nacionales 2017». INEI. Consultado el 10 de octubre de 2018.
8. ↑  Plan de Desarrollo Local Concertado de la Provincia de Arequipa 2016-2021. Municipalidad Provincial de Arequipa.
9. ↑  Instituto Nacional de Estadística e Informática (18 de agosto de 2023). «Proyecciones de población distrital 2018-2023 - 1891 distritos». archive.org. Consultado el 25 de diciembre de 2023.
10. ↑  Instituto Nacional de Estadística e Informática, 2021a, p. 110
11. ↑  Instituto Municipal de Planeamiento (IMPLA), 2016b, p. 2 (Ámbito y clasificación general del suelo)